# Askola
Askola är en kommun i landskapet Nyland i Finland. Folkmängden i Askola uppgår till 4 847 invånare (2021) och den totala arealen utgörs av 218,03 km². Folkmängden i centralorten Askola kyrkoby uppgick den 31 december 2014 till 1 303 invånare. Askola kommun grundades år 1896, och kommunen genomflyts av Borgå å. Kommunen gränsar till Mäntsälä kommun, Pukkila kommun, Mörskom kommun, Borgnäs kommun och Borgå stad.
Askola kommuns språkliga status är enspråkig finsk. Många ortnamn i Askola avslöjar att här har tidigare funnits en svenskspråkig bosättning. Vid folkräkningen 1906 utgjorde finlandssvenskarna ännu 8,2 % av Askolas befolkning.

## Geografi

### Orter
Det finns två tätorter inom kommunen, Askola kyrkoby och Monby (finska: Monninkylä). Övriga mindre orter är Jordansböle (fi. Juornaankylä), Hovarböle (ho:var-), (fi. Huuvari), Nalkkila, Nietoo, Särkijärvi, Stigsböle (fi.: Tiilää), Kortis (fi.: Korttia), Onkimaa, Vakkola och Vahijärvi.
Egendomar är Prästbacka, Byända (fi. Kylänpää), Dampbacka (fi. Tamppi) och Henriksberg (fi. Vanhakartano).

### Sjöar och vattendrag
Den största sjön i Askola är Tiiläänjärvi. Övriga mindre sjöar är bland annat Abborsjö, Mörtsjö, Etujärvi, Takajärvi, Koukjärvi och Kylänpäänjärvi. Även Vitsjön ligger delvis i Askola. Genom kommunen rinner Borgå å och Illbyån.
Det finns allmänna simstränder vid Abborsjö, Takajärvi och Vitsjön.

### Annat
Askola är känd för sina stora jättegrytor. Den största jättegrytan i berget Kirnukalliot är över fyra meter bred och tio meter djup.

## Utbildning
I Askola kommun finns fem finskspråkiga grundskolor, varav fyra är skolor med lägre årskurser och en skola med högre årskurser. Utöver dessa skolor finns här ett gymnasium och en yrkesskola.

## Styre och politik

### Mandatfördelning i Askola kommun, valen 1976–2025
| 2 | 5 | 8 | 6 |

| 2 | 5 | 7 | 7 |

| 3 | 5 | 11 | 8 |

| 3 | 6 | 11 | 7 |

|  | 10 |  | 9 | 6 |

| 2 | 6 | 3 | 10 | 6 |

| 2 | 5 | 2 |  | 13 | 4 |

| 2 | 7 | 2 | 11 | 5 |

| 17 | 10 |

| 2 | 5 | 2 |  | 11 | 6 |

| 17 | 10 |

| 2 | 5 |  | 3 | 10 | 6 |

| 18 | 9 |

|  | 7 | 2 |  | 8 |  | 7 |

| 16 | 11 |

| 5 |  | 5 | 6 |  | 9 |

| 17 | 10 |

| 2 | 4 | 1 | 3 | 3 | 1 | 9 |

| 12 | 11 |

### Vänorter
Askola kommun har tre vänorter: 
- Saue, Estland, sedan 1990
- Kernu, Estland, sedan 1990
- Vasalemma, Estland, sedan 1990.[19]

## Demografi

### Befolkningsutveckling
| Befolkningsutvecklingen i Askola kommun 1975–2020                                                            | Befolkningsutvecklingen i Askola kommun 1975–2020 | Befolkningsutvecklingen i Askola kommun 1975–2020 | Befolkningsutvecklingen i Askola kommun 1975–2020 | Befolkningsutvecklingen i Askola kommun 1975–2020 |
| --- | ------------------------------------------------- | ------------------------------------------------- | ------------------------------------------------- | ------------------------------------------------- |
| |                                                   |                                                   |                                                   |                                                   |
| År |                                                   |                                                   | Folkmängd                                         |                                                   |
| 1975 | 1975                                              |                                                   | 3 630                                             |                                                   |
| 1980 | 1980                                              |                                                   | 4 058                                             |                                                   |
| 1985 | 1985                                              |                                                   | 4 130                                             |                                                   |
| 1990 | 1990                                              |                                                   | 4 248                                             |                                                   |
| 1995 | 1995                                              |                                                   | 4 269                                             |                                                   |
| 2000 | 2000                                              |                                                   | 4 389                                             |                                                   |
| 2005 | 2005                                              |                                                   | 4 555                                             |                                                   |
| 2010 | 2010                                              |                                                   | 4 864                                             |                                                   |
| 2015 | 2015                                              |                                                   | 5 104                                             |                                                   |
| 2020 | 2020                                              |                                                   | 4 878                                             |                                                   |
| Anm: Uppgifterna avser förhållandena den 31 december nämnda år enligt områdesindelningen den 1 januari 2022. |                                                   |                                                   |                                                   |                                                   |

### Språk
Befolkningen efter språk (modersmål) den 31 december 2022. Finska, svenska och samiska räknas som inhemska språk då de har officiell status i landet. Resten av språken räknas som främmande. För språk med färre än 10 talare är siffran dold av Statistikcentralen på grund av sekretesskäl.
| Språk                        | Talare 2022-12-31 | Talare 2022-12-31 |
| Språk                        | Antal             | Andel (%)         |
| ---------------------------- | ----------------- | ----------------- |
| Hela befolkningen            | 4 763             | 100,0             |
| Inhemska språk totalt        | 4 599             | 96,6              |
| Finska                       | 4 413             | 92,7              |
| Svenska                      | 186               | 3,9               |
| Främmande språk totalt       | 164               | 3,4               |
| Estniska                     | 55                | 1,2               |
| Ryska                        | 37                | 0,8               |
| Vietnamesiska                | 13                | 0,3               |
| Språk med färre än 10 talare | 59                | 1,2               |

|  | Finska (92,7 %) |

|  | Svenska (3,9 %) |

|  | Främmande språk (3,4 %) |

|  | Finska (92,7 %) |

|  | Svenska (3,9 %) |

|  | Främmande språk (3,4 %) |

## Kultur

### Sevärdheter
- Jättegrytor. I Kortis by finns, allt som allt, tjugo jättegrytor.
- Författaren Johannes Linnankoskis hemmusem.
- Hembygdsmuseum i Askola kyrkoby.
- Askola kyrka av trä. Färdigställd 1799.

### Kända personer från Askola
- Johannes Linnankoski, finländsk författare.
- Katri Helena, finländsk schlagersångare. (Bosatt i Askola sedan 2006)
- Bröderna Edvin Wirén och Werner Wirén, finlandssvenska präster.